# Леонеса (Потенца)
Леонеса (итал. Leonessa) је насеље у Италији у округу Потенца, региону Базиликата.
Према процени из 2011. у насељу је живело 298 становника. Насеље се налази на надморској висини од 254 м.